# Форте Валон (Венеција)
Форте Валон (итал. Forte Vallon) је насеље у Италији у округу Венеција, региону Венето.
Према процени из 2011. у насељу је живело 27 становника. Насеље се налази на надморској висини од 2 м.